# 自由枪骑兵
《自由枪骑兵》是一部太空战斗经营模拟游戏，Digital Anvil制作，Microsoft Game Studios发行。本作于1999年由Digital Anvil的创始人克里斯·罗伯茨首次公开，但由于制作计划数次延期以及制作组被微软收购，游戏直到2003年才正式发售。
本游戏允许玩家驾驶一架星际战机在数十颗恒星及其行星系之间游历。玩家可以作为商船队护卫与敌对的战机进行格斗，也可以投身于宇宙海盜事业。在停靠于空间站与行星时，玩家可以寻找雇主或进行贸易。在单人游戏中玩家扮演自由职业者（本作由此得名）Edison Trent，从外星人手中拯救整个天狼星域。本作的剧情是线性的，但随着剧情的发展对玩家行动的限制将一一解除，直到单人游戏通关后再无任何限制。在多人游戏下，玩家从一开始就是完全自由的。
罗伯茨本来承诺提供更多的游戏体验，例如支持数千玩家在线的多人模式，自动飞行控制和动态的经济体系。但最终发售的版本并未具备这些功能。本作最初公布的技术展示非常吸引人，但由于制作组被微软收购以及罗伯茨的离职，导致一些评论认为本作可能沦为雾件。游戏最终发布后，评论认为本作虽然品质不俗，但与当初的承诺仍有差距。

## 游戏体验
制作组称本作为拥有角色扮演要素的作战模拟游戏，并具备引人入胜的剧情。游戏开始时，玩家只拥有一架基础的小飞船和不完整的星系地图，但可以通过多种途径赚取金钱。玩家的默认视角是位于飞船后方的第三人称视角，便于更全面地掌握周边形势。本作不允许玩家操纵主力舰，星际战机使用一种迥异于牛顿力学体系的矢量操纵方式。不过，游戏允许玩家利用牛顿第一定律，在保持现有运动状态的前提下切断引擎并将机鼻指向其他方向，藉此作出剧烈的机动。

在《自由枪骑兵》中，玩家只需移动光标便能控制飞船，点击鼠标便能攻击敌人。

游戏仅使用少数键盘命令，大多数时候玩家只需用鼠标点击便能进行游戏。只要移动光标就能控制飞船，若将光标移动到敌人的运动提前量标识上并点击右键，就能击中敌人。因为游戏并没有提供雷达，飞出屏幕范围的目标被显示为屏幕边缘的箭头。飞行时使用的抬头显示界面也可以使用鼠标点选，信息窗口的控制就如同Windows窗口一般，使玩家可以轻易地查阅任何数据，例如精确瞄准的设定、随身物品清单、无线通讯以及地图操作。屏幕顶端摆放了一排常用图标，例如自动驾驶和自动降落。多人模式的背景设定与单人游戏相同，但不会发生单人游戏的剧情。一台个人电脑可以担当容纳128名玩家进行连线的服务器。
即使在玩家退出游戏后，服务器上的游戏仍旧可以保存留待以后继续。但玩家的存档资料不能转用于其他服务器。
玩家可以按照自己的喜好来配置飞船与设备。玩家的级别由其手头的净资产决定，而特定级别的玩家只能购买特定级别的物品。高级的飞船可以装备更多、更先进的武器与设备，金钱可以通过完成任务或买卖商品赚到。不同地区的任务难度会不同，而玩家飞船的先进程度也会影响任务难度。

## 剧情与背景设定
《自由枪骑兵》的剧情发生在前作《星际枪骑兵》结局后800年。为了逃离前作中的内战，Alliance将它的部分人民用几艘冬眠船送出太阳系（Alliance属下的五大国各派出了一艘冬眠船）前往天狼星区。这些移民将天狼星域发展为各种势力错综复杂的地区。这其中崛起了四个主要的政治实体，各以其搭乘的冬眠船命名，并保留了各自祖先的独特文化特征。其中，Liberty类似1920年代的美国，Bretonia类似维多利亚时代的英国，Kusari类似德川幕府时代的日本，Rheinland类似第二次工业革命时代的德国。第五艘冬眠船Hispania号在途中出现故障而被乘员废弃，它的乘员后代成为了海盗。
为了避免复杂的三维宇宙地图，本作的所有重要地点都处于同一个二维平面上。游戏中共有48个不同的行星系，玩家可以使用跳跃门在星系之间往来。进入某个行星系后，玩家可以通过贸易航路（Trade Lanes，建造在太空中的一系列传送门）快速地穿梭于各种行星、空间站、矿区、军舰之间。有一些行星系被小行星带或其他物体的残骸碎片覆盖，过于靠近行星的大气层则会导致飞船烧毁。 星空深处有秘密的基地和被废弃的船只残骸供玩家发现。《自由枪骑兵》被形容为构建了一个生气勃勃、富于变化的世界。商人的货船满载物资，通过贸易航路穿行于星系之间；海盗则切断这些航路、袭击商船；而警察和装备大型舰艇的军队负责防范这些犯罪的发生。

### 人物
玩家在单人游戏中扮演的人物是Edison Trent。制作组为了尽量详细地塑造这个人物而放弃了让玩家自订角色外形的系统。但玩家在行为方式上却有相当的自由，例如可以成为商人，海盗，或赏金猎人。随着剧情发展，玩家得以结识几位NPC人物，例如Liberty保安部队（Liberty Security Force，LSF）指挥官Jun'ko Zane，外星文明考古学家Roland Quintaine教授，以及某秘密结社的领导人Casper Orillion。但与这些NPC的交流则只被限制为接受或暂时拒绝他们的委托。主角与其他人物的互动大多通过即时演算表现。 
游戏中的NPC各自属于不同的组织派别，例如警察、海盗、公司企业，或政府机关。每个组织都有各自的业务和使命，它们互相之间也有好恶关系。如果玩家摧毁某一组织的飞船，就会招致该组织及其盟友的怨恨。同样，玩家也可以藉由摧毁某组织的敌人来换取该组织及其盟友不同程度的好感。如果与一个特定组织关系恶劣，玩家将遭受其成员的拦截，并会被拒绝在该组织经营的空间站停泊。玩家可以通过行贿来快速改善与特定组织的关系。一批专业演员（例如：乔治·竹井）为本游戏配音。次要的NPC和背景人声主要由业余演员配音，多人游戏因为没有主线剧情，玩家只能遇见次要角色。

### 剧情
《自由枪骑兵》的剧情由全长超过2小时的过场动画组成，只存在于单人游戏模式。该剧情是完全线性的，没有任何分支，只能由玩家在特定时机接受主线任务来推动。这些任务大多数没有时间限制，玩家也可以选择暂时离开主线剧情去执行支线任务。然而，为了防止玩家过度积攒财富导致主线任务难度降低，部分可探索星系和更高级的飞船、装备需要玩家完成各个主线任务后才逐渐解锁。部分主线剧情对玩家等级有要求，在此期间玩家积攒一定财富后才能升级，这鼓励了玩家四处探索，也防止玩家在进行主线剧情时因金钱不足、不能购买强力的装备和消耗品而难以完成任务。
单人游戏的开场动画表现一座空间站第七自由港（Freeport 7）被未知部队摧毁的场景。在这次事件中失去了所有财富和飞船的Trent，被救到Liberty的首都行星Manhattan。在等待他的债务人Lonnigan从昏迷中醒来的期间，Trent受雇于LSF，接受Jun'ko Zane的指挥，后者给他提供了一艘基础的小飞船。Lonnigan醒来后拒绝偿还欠债，随即被LSF击倒并带走。之后Trent在新闻中得知了他的死讯。此时一个小偷向Trent展示了一件文物，某神秘组织正是为取得该文物才摧毁了第七自由港。一位LSF军官射杀了小偷，随即Zane赶到现场，出于自卫被迫射杀了这名军官。Zane和Trent逃离了Liberty，他们辗转经过了《自由枪骑兵》世界中近乎半数的行星系，这些星系由不同国家、海盗势力控制、或是完全独立。在旅行中，Trent找到了外星文明考古学家Kendra Sinclair和Dr Quintaine来深入研究那件文物。在寻找更多研究材料的过程中，他们遭遇了被称为游牧者（Nomad）的外星人。游牧者是一个早已消亡的先进文明Dom'Kavash遗留下来的仆从。他们可以附身于人类身上，缓缓地渗透至四大国的中枢，计划在人类之间引发内战，削弱并逐步灭绝人类。
Trent加入了The Order，一个专门抵抗游牧者的秘密组织，并从游牧者手中救出了Liberty的总统。Sinclair和Quintaine的研究表明Trent的文物是Dom'Kavash超空间门体系的地图和启动器。The Order对据信是游牧者母星的地点发动了进攻，攻入该星系的一座戴森球，试图启动那里的超空间门，切断游牧者的能源供给。被激活的超空间门将游牧者吸到了一个未知的地方，The Order决定监视那超空间门，防止游牧者卷土重来。游牧者被击败后，一切回到正轨，Trent和Zane被政府赦免。The Order有意招募Trent作为他们在Liberty国内的耳目，自此玩家可以按照自己的意愿在结局后继续进行不包含剧情内容的自由游戏。

## 开发历程

Bretonia首都的原画设定

早在1997年，自克里斯·罗伯茨构思《银河飞将》之时就开始着手策划本游戏。他试图策划一个游戏历程与过场动画无缝连接、单人模式与多人模式共用的复杂游戏，还带有简单易用的用户界面。1999年，本作在GameStock（微软主办的游戏业者年会）正式以《自由枪骑兵》之名公布。罗伯茨声明本作将于2000年秋季发售，并公开了一段演示视频。游戏中的世界将充满对宏观经济造成影响的市场活动，城市中各类运输工具川流不息且具备气候变化，电脑控制的商户即使是在玩家视线之外也会自行进行进出口贸易，而数千玩家与这个持续存在的世界的互动，也会成为影响宏观经济的因素之一。玩家可以建设他们自己的空间站。游戏的控制界面非常友好，只需鼠标便足以操控一切。游戏引入了神经网络（Neuronet，类似头盔显示器）概念，玩家可以方便地启动AI自动导航系统，只需按一个键玩家的星际战机就能自动尾随敌机，让玩家集中精力进行射击；另一个按键则让战机进入自动回避机动，逃离威胁。游戏将鼓励玩家赚金币升级他们的神经网络。罗伯茨还声称多人游戏部分的内容将单独发售。同年，《自由枪骑兵》参加了E3电子娱乐展，并获得了数个奖项。但是，当罗伯茨声明游戏的发售将推迟到2001年末时，本作开始了它的跳票历程。即便如此，演示视频中展现出的惊人创意仍旧使电脑游戏世界将本作评价为“将引发游戏产业的革命”。
《自由枪骑兵》没有参加2000年的GameStock，不过在同年参加了E3电子娱乐展上。游戏媒体们在长达90分钟的演示视频面前排起长队，视频中包括了10分钟的开场动画和20分钟的游戏录像。虽然媒体对视频中的部分画面表现和人物面部表情颇感折服，他们仍认为游戏有待润色，且怀疑早先公布的实时经济体系能否实现。本作也同时宣布跳票至2002年。到2001年春季，游戏再次修改发售日期，罗伯茨在接受IGN采访时谈到游戏已经接近完成，剩下的扫尾工作马上就会结束。罗伯茨说游戏的单人与多人部分将分开发售，因为两个模式的游戏世界最终无法统合在一起。单人游戏玩家仍旧能无视剧情任务，但罗伯茨有信心游戏的剧情足以将玩家吸引到最后。多人模式将容纳1500名玩家互相贸易或战斗。为了防止新手玩家遭到PK狂热者的欺凌，游戏中的同心圆结构的世界被设计为越靠近圆心就越安全。安全地带将有AI控制的保安部队巡逻执法，如果玩家被目击到伤害无辜群众便会被悬赏缉拿。警察与赏金猎人（可以是AI或玩家扮演）会被分派去追杀那罪人，领取赏金。
2000年7月，微软开始放话收购Digital Anvil。罗伯茨承认本作那些过于激进的创新和超出预期的开发周期需要由财大气粗的公司企业来提供资金。本游戏已经超出了预计3年的开发周期足足18个月。罗伯茨认为微软不会对他的制作理念横加干涉，并相信微软只要求本作完成后销售5万套。但是，关于收购的传言到2000年12月突然大增，一些游戏网站推测Digital Anvil的高管已经大量离职，《自由枪骑兵》的开发也已经被微软喊停或裁减。在2000年12月6日，微软正式宣布并购Digital Anvil。罗伯茨随即离职，但直到《自由枪骑兵》发售为止以顾问的身份留在制作小组中。微软要求Digital Anvil缩减过度超前的游戏特性，将力量集中到有把握的地方。被放弃的游戏特性大多是罗伯茨设计的多人游戏创意。除了削减内容外，评论者认为微软不会变动罗伯茨的开发团队。
《自由枪骑兵》的开发团队在2001年保持低调，直到在2002年微软主办的International Games Festival上发布了一段演示视频，吸引了大批人群。微软宣布游戏开发依照日程，将于2002年底完成。评论者发现演示视频中有部分未完成的痕迹，而且游戏画面比起其他同在2002年发售的游戏要落后。他们还怀疑玩家在多人游戏中会缺乏追求的目标。Digital Anvil在2002年10月完成了所有游戏内容，并向大约500名测试人员发布了试玩版。对游戏最后的润色和调整在2003年3月最终的发售日前完成，发布给媒体的测评版本中显示，神经网络的自动驾驶功能、多分支的对话选项和支线任务被削减掉了。为了给游戏造势，微软将30套可正常游玩的测试版本赠送给随机抽选出的玩家。预订本作的玩家也获得了主题长袖衬衫。游戏最终的发售日是2003年3月4日，亦可通过雅虎的游戏服务购买。在被微软拆散并入其他计划之前，Digital Anvil对本作最后的维护工作是同年6月6日提供的六个服务器地址并更新反作弊措施。按照微软的产品策略，对《自由枪骑兵》的售后服务于2008年4月8日终结，用于搜索与连结多人游戏的全球服务器被关闭。
Sumthing Distribution于2003年11月18日发售了《自由枪骑兵》的原声音乐集，由该公司的获奖作曲家詹姆斯·漢尼根和乐师Andrew Sega创作。该音乐集被包括在一张存放未公开版本开场动画、原画设定、台词脚本、遭删减内容等周边资料的DVD里发售。本作的谱曲获得不少赞誉，成功地为听众渲染了游戏的气氛。不少《自由枪骑兵》的爱好者团体为本作创作了游戏模组，其模组之间规模差别很大，从增加新飞船、行星、任务的小修改到增加帮派组织、随机事件和实时经济体系的大规模模组一应俱全。

## 评价
《自由枪骑兵》最初公布的演示大获好评，在1999年度的E3获得四项游戏评论家奖，包括当年度的最佳PC游戏奖。早期的演示视频和测试版也受到好评，只有一些对罗伯茨那些过于激进的理念的怀疑。虽说此后不断的跳票和制作公司遭收购使本作品质受到质疑，但游戏最终发售后仍获得媒体正面评价。 
本作的游戏画面被认为相较于同年作品而言很一般，但运行时的帧数却很稳定。FiringSquad评价道，虽然游戏画面稍显落后，但艺术设计填补了这一瑕疵。 GameCritics.com和Skoar.com很喜爱本作宇宙的设计。AtomicGamer和GameSpot则报怨机械设定缺乏趣味，主力舰虽然大过星际战机，但对于一部2003年游戏来说仍嫌小气。Game Nation TV评价道，本作中所有势力拥有相似的风格，让“《星际旅行》系列看起来像异形动物园”。GameSpy认为，游戏中的每个行星系各有不同的视觉外观，但从功能上来说则是雷同的，这会降低玩家继续探索的兴趣。分属不同民族的人物本该具备的文化差别也被清一色的美国口音所淡化。
Skoar.com称赞本作具有非常适合角色扮演的非线性游戏体验，但其他评论则认为本作的世界不如早期公开的富于变化。即使互相之间打得你死我活，国家边界和海盗的势力范围从不改变。NPC的活动也被削减为简单地在贸易航路上往来，按照固定的路线巡逻。游戏的经济体系是固定的，从头到尾物价几乎不会变动，只是有时随着新闻事件波动一下。玩家永远只能扮演一个独来独往的飞行员，不断地维修飞船、购买消耗品、进行小额贸易。无法雇佣僚机或护卫，也不能建立自己的船队与基地。玩家的人物没有个性的性格特征，对话总是固定地让玩家选择接受或回绝任务，不过IGN认为游戏中无处不在的细节背景资料让这世界不那么无趣。尚有评论批评分支任务缺乏变化，全部要求玩家在一个指定地点击落敌机，互相之间只是稍有区别。有观点认为多次完成这种任务会使游戏迅速变得琐碎无聊。
Skoar.com和Stratos Group同意丰富的过场动画成功构建了有趣的单人游戏剧情，不过这些过场完全无法跳过，即使是对人物神态和表情有传神表现，在多次观看后也变得让人无法忍受。AtomicGamer则发现有时人物动作与声音脱节，造成人物对不上口型。由专业演员担纲的配音被评价为非常成功，使人物生机勃勃。但只有一位配音演员为几乎所有随机遭遇中的男性角色配音，他单调平淡的表现为GameSpy、GameSpot和Eurogamer所诟病。游戏中动态对话系统为NPC角色创造的结结巴巴的对答也无助于改善游戏体验。虽然游戏在行星与空间站的设计、人物的动态表情和NPC的随机对答中下了功夫，游戏评论者汤姆·W·奇克则认为它们仍旧让他失去了进行交易或接受任务的兴趣，而上述一切在完成剧情的过程中是无处不在的。其他一些评论不满主线剧情时常强行中断他们当前正从事的事务，命令他们前往指定地点去触发主线任务。Skoar.com却认为正是这一点让玩家不至于过早陷入千篇一律的自由任务中。对剧情持负面观点的评价认为结局来得太过突然，让他们缺乏进一步的游戏目标，并发现结局后的游戏内容缺乏变化。
《自由枪骑兵》键盘鼠标配合的操控方式获得了好评。相比一般的太空模拟游戏，本作的操纵方式更接近于第一人称射击。结合方便易懂的鼠标点击系统，作战杀敌也显得简单了一些。GameSpy评价道，游戏中的战斗非常有趣，有助于延长多人游戏的寿命。IGN指出这套控制系统虽然符合游戏探索发现与刺激战斗的主题，但会让战斗手段显得单一。游戏中很难作出剧烈的转向与回旋机动，让本作中的缠斗成为单调的追或被追，与同类型的其他游戏相比显得苍白无力。游戏中不允许雇佣僚机，对战机的改装受到限制，所有战机的速度完全一样，火控系统也过于简单，被GameSpot批评为战术上过于肤浅。Skoar.com称赞游戏中的AI会果断打散队形试图对玩家实施迂回，PC Zone则批评AI在混战中只懂得围攻玩家。UGO Networks也发现，由于友军AI不够积极，击落最后一架敌机结束战斗的时常是玩家本人。GameCritics.com很满意本作的自动寻路系统，认为游戏中简单易用的未来版导航系统非常真实可信。AtomicGamer则指出过大的目标箭头（用于指示离开屏幕范围的目标）配上难看的字体，对战斗并无帮助。 
FiringSquad认为，《自由枪骑兵》的多人模式是“本作最大的成功与失败”。该模式的优点在于玩家可以完全自由活动，或与他人合伙赚钱，或贩卖船只和装备。但是，游戏中完全固定的经济体系和国际形势，加上可选的商品非常有限， Game Nation TV直言多人模式只不过是没有主线剧情的单机模式而已。由于玩家无法自创人物，人人都是"Edison Trent"，导致玩家不能进行个人交往。不过，即使有着上述限制，Stratos Group仍认为玩家在多人游戏中能享受充分的乐趣。因为真人玩家到底不是AI，他们可以密切配合完成独自一人不能成功的任务。但是，由于单人游戏与多人游戏的自由任务是完全一样的， IGN和GameCritics质疑即使有朋友相伴，将这些相同的内容重玩多次有否意义。IGN更指出既然玩家不能将成就带到其他服务器，使努力赚取大量财富、购买高端装备的行动显得毫无价值。AtomicGamer则赞扬了多人游戏不易跳帧的稳定性。
总而言之，《自由枪骑兵》被部分评论者认为是一部技术成熟，可玩性高、颇有乐趣的游戏。游戏使用了“菜鸟主角经历艰辛最后拯救世界”的剧情套路，允许玩家在结局后继续游戏。本作作为太空模拟游戏表现中规中矩，获得了不错的销量，被评价为物有所值。但是本作削减或放弃了部分早已承诺的游戏特性，未能满足支持者的全部期待。本作的部分设计理念过于激进，而制作公司缺乏足够的能力将其实现。